# 亞利安1號運載火箭
亞利安1號運載火箭為亞利安系列運載火箭最初的形式，是一種一次性使用運載火箭。亞利安1號運載火箭也傳承了相關技術到亞利安2號運載火箭、亞利安3號運載火箭以及亞利安4號運載火箭等後續發展火箭。

## 技術諸元
亞利安1號運載火箭是一臺四節式運載火箭。 發射質量可達210公噸。亞利安1號運載火箭的酬載能力可達1850公斤，軌道位置是地球同步軌道，相當於一顆衛星或兩顆小型衛星。
第一節所使用的引擎是四顆維京(Viking)引擎，製造公司是歐洲社會推進公司(Societe Europeenne de Propulsion)。;第二節是使用一顆維京引擎。第三節則是一顆液態氫/液態氧的引擎，屬低溫引擎，其最大推力可達7000公斤(69 千牛頓)。此種組合持續的被使用到亞利安四號運載火箭。 

## 發射記錄
首次發射日期為1979年12月24日，此次發射也是成功的；然而第二次發射在發射不久後即爆炸，隨即宣告失敗；第三次發射則創下將三顆人造衛星運載到正確軌道的紀錄；第四次發射也是最後一次實驗性發射，也獲得成功的結果。  第五次發射－同時也是首次的商業酬載，不幸的是火箭在發射七分鐘後停止運作，經過了這次的失敗經驗，亞利安1號運載火箭經過重新的全面檢修，終於在第六次發射獲得完全的成功。  喬托太空探測船計畫於第十次亞利安1號運載火箭發射成功而完成，時間是1985年7月2日。  第一顆史波特人造衛星於第十一次亞利安1號運載火箭發射成功而進入正確的軌道，此次發射也是最後一次發射，時間是1986年2月22日。

## 外部連結
- 亞利安系列運載火箭（页面存档备份，存于）